# 人見楠郎
人見 楠郎（ひとみ くすお、1916年10月7日 - 2000年11月4日）は、日本の教育者、学校法人昭和女子大学の第2代理事長、昭和女子大学第5代学長。1974年から死去した2000年まで26年間にわたり長く学園経営のトップであり、学外での役職も数多く歴任し、「カリスマ理事長」として知られた。

## 経歴
岡山県出身。父は、詩人で昭和女子大学創設者の人見東明（圓吉）。
旧制第四高等学校文科乙類を経て、東京帝国大学文学部を卒業。旧制第八高等学校の漢文講師などを経て、1946年に父が経営する学園（後の学校法人昭和女子大学）に入り、1951年に関連法人である学校法人昭和高等学校に付設された昭和幼稚園の主事、次いで同法人が設けた昭和小学校の主事となり、1960年には第2代幼稚部園長となった。
1962年の昭和女子大事件の際には、大学幹事として事件への対処にあたった。
1965年には、第4代中高部校長・第2代初等部校長に就任した。1973年11月には、藍綬褒章を受章している。
1972年には、文部省の研究調査委嘱を受けて日本私立中学高等学校連合会の中に設けられた私立中高一貫教育研究委員会の委員長となり、中高一貫教育の理念が普及する初期における検討の取りまとめにあたった。
1974年2月、父・人見東明の死去に伴い、跡を継いで第2代理事長となった。
1975年の私学振興助成法の成立に向けた運動では、日本私立中学高等学校連合会の役員として運動を牽引した。
1982年4月、昭和女子大学第5代学長および昭和女子大学短期大学部第4代学長に就任し、学園のすべての大学・学校の長となったが、大学院委員長と短大学長については1994年に福場博保と交代した。
この前後の時期には、学外の要職も数多く務め、全国学校法人幼稚園連合会会長、日本私立小学校連合会会長、全国私立中学校長会主席代表理事、日本私立大学振興協会会長などを歴任した。
1987年11月には、勲二等旭日重光章を受章した。
2000年に死去した時点において、学校法人昭和女子大学の理事長であり、大学院と短期大学部を除く同学園のすべての大学・学校等の長でもあった。没後、第3代理事長には、長女の人見楷子が就任した。

## 人見楠郎ベルコレクション
人見楠郎は、ベル（鐘、鈴）のコレクターとしても知られていた。遺されたコレクションは、1,900点ほどにのぼり、昭和女子大学光葉博物館がカタログを作成している。

## おもな著書

### 単著
- 教室の窓から今日は 世界の学校見聞記、東京書房、1964年
- 私立学校振興論 教育は私学から・私学は一つ、全私学新聞運営委員会出版局、1986年
- 昭和教育源流考、昭和女子大学近代文化研究所、1987年（幼小の巻、中高の巻 上・下、大学の巻[15]）

### 共著
- （小波宏全、油家みゆきとの共著）愛と微笑みのパッション 西シベリアをめざしたトルストイ主義者たち、新読書社、2000年